# اسماعیل نواب صفا
اسماعیل نواب صفا (۲۹ اسفند ۱۳۰۳ کرمانشاه – ۱۹ فروردین ۱۳۸۴ تهران) نویسنده، محقق، شاعر و ترانه‌سرای ایرانی بود.

## زندگی

### خانواده
سیّد اسماعیل نوّاب صفا در بیست و نهم اسفند ۱۳۰۳ در کرمانشاه دیده به جهان گشود. خاندان پدری او از جملهٔ نواب‌های اصفهان بودند (به‌طور کلّی در اصفهان به خانواده‌های منسوب به صفویّه «نوّاب» می‌گفتند) و دایی پدرش میرزا عبدالوهاب خان معتمدالدوله ملقب به نشاط اصفهانی از شاعران دورهٔ قاجار بود.
پدرش سیّد مرتضی نواب صفوی از سرسپردگان سلسلهٔ صفیعلیشاهی نعمت‌اللهی بود که در طی دیداری که در جعفرآباد شمیران با ظهیرالدوله صفا داشت، از سوی وی که قطب سلسلهٔ صفائی نعمت‌اللهی بود، به «نوابعلی» ملقّب گردید.
پدر نوّاب صفا بعدها، به واسطهٔ مشاغل دولتی خویش به اتفاق خانواده در کرمانشاه ساکن شدند. همچنین مادرِ اسماعیل دختر میرزا حسن خان بصیری بود که به اتفاق یکی از خاله‌هایش، یعنی فاطمه خانم بصیری مؤسس و گردانندهٔ نخستین مدرسه ملّی دخترانه بنام «بصیرت» در سال ۱۳۰۸ در شهر کرمانشاه بودند.

### تحصیلات و فعالیت‌ها
اسماعیل نوّاب صفا تحصیلات ابتدائی خود را در کرمانشاه سپری و پس از چندی به همراه خانوادهٔ خود به گرگان و بعد به تهران می‌آیند. وی اوّلین شعرش را در سال ۱۳۲۳ در بیست سالگی در روزنامه توفیق به چاپ می‌رساند. در آن موقع محمّد علی توفیق صاحب امتیاز و ابوالقاسم حالت سر دبیر این روزنامه بودند. از آن پس به دعوت «ابوالقاسم حالت» به عضویت هیئت تحریریه روزنامه «توفیق» درآمده و پس از چندی ستون مخصوصی با امضاء مستعار «مرشد صفا» باز کرد.
در تابستان ۱۳۲۵ به عضویّت نخستین کنگره شعرا و نویسندگان که در خانه فرهنگی ایران و شوروی تشکیل شده بود انتخاب شد. رئیس کنگره ملک الشعرای بهار بود و صادق هدایت نیز عضو هیئت رئیسهٔ آن بود. اسماعیل نوّاب صفا اوّلین تصنیف یا ترانه خود را بر روی یک آهنگ محلی کرمانشاهی ساخت که به نام «وعده گلرخان» شهرت یافت. وی در سال ۱۳۲۶ با استاد اسماعیل مهرتاش آشنا شد که در آن روزها جامعه باربد را تأسیس کرده بود. این آشنائی سبب شد که وی با حسینقلی مستعان که در آن روزها ریاست رادیو را بر عهده داشت، آشنا شود. آشنائی که کار او را به رادیو کشاند و این آغاز کار هنری «نوّاب صفا» بود چرا که در آنجا با هنرمندان عصر خویش آشنا شده و زمینهٔ فعّالیت هنری وی فراهم آمد.
«نوّاب صفا» در شهریور ۱۳۲۶ همکاری خود را با رادیو تهران آغاز و به عضویّت و دبیری شورای نویسندگان رادیو درآمد و همچنین بر برنامه-های رادیو نظارت می‌کرد. همچنین، مدتی نیز همراه با یاور همدانی از تهران به رشت رفت و تا دو سال با هم در رادیو گیلان همکاری کردند.
وی برای تماشاخانه‌های تهران، پیش پرده می‌ساخت و گاهی نیز در مجلّه هائی مثل تهران مصوّر اشعاری سیاسی با امضاء «مولانا صفا» به چاپ رساند. همکاری وی با مجید وفادار از همین زمان ادامه یافت و برای آهنگ‌های او حدود ۱۲ ترانه می‌سازد که برخی از آن‌ها عبارتند از: دنیای من، آه بی‌اثر، خاکستر من، رؤیای شیرین، دلنواز.
آشنائی «نوّاب صفا» با مهدی خالدی (از آهنگسازان و نوازندگان ایرانی) نیز در منزل «مجید وفادار» صورت می‌گیرد و نخستین اثر مشترک با «مهدی خالدی» بنام «رفتی» در دستگاه شور با صدای دلکش در سال ۱۳۲۶ به اجراء درآمد. حدود ۱۶ ترانه از همکاری «نوّاب صفا» و «مهدی خالدی» بجا مانده که از برخی از این ترانه‌ها عبارتند از: آمد نو بهار، بگریم (در سوگ صبا)، آهنگی در نوا، آئین وفا.
وی تا سالهای قبل از انقلاب ایران و همین‌طور در چند مورد طی سالهای پس از انقلاب به فعالیت ترانه‌سرایی خویش ادامه داد، اما در سالهای پس از انقلاب و تا پایان عمر، به تحقیق و نویسندگی نیز مشغول شد. از جمله می‌توان به چاپ کتابهای قصهٔ شمع که شرح خاطرات هنری او است، تفسیر پنج قصیده از اسدی طوسی، نغمهٔ مهر که شرح حال پنج شاعر و عارف مشهور از جمله مولانا، سعدی، حافظ، بابا طاهر و خواجه عبدالله انصاری می‌باشد، اشاره کرد.
همچنین مجموعهٔ اشعارش به نام از یاد رفته و مجموعهٔ ترانه‌هایش با نام تک درخت در همین سال‌ها به چاپ رسیده‌است. او همچنین «سفرنامهٔ فرهاد میرزا معتمدالدوله» را با تجزیه و تحلیل کامل شرح حال فرهاد میرزا تصحیح و تحشیه کرده و نیز «منشأت فرهاد میرزا» نیز از جمله آثار نوشتاری اسماعیل نوّاب صفا است.
وی مدتی نماینده اصفهان در مجلس شورایملی بود.

### درگذشت
اسماعیل نوّاب صفا در ساعت ۱۱ صبح روز جمعه ۱۹ فروردین ماه سال ۱۳۸۴ درگذشت و پیکرش در قطعه هنرمندان واقع در بهشت زهرای تهران به خاک سپرده شد.

## سالشمار زندگی هنری
- ۱۳۱۳- اوّلین دیدار قمرالملوک وزیری در سن ۱۰ سالگی در کرمانشاه.
- ۱۳۲۴- آغاز همکاری با مجید وفادار که به آفرینش حدود ۱۲ ترانه با آهنگ‌های او انجامید.
- ۱۳۲۶- آشنائی با مرتضی محجوبی که به آفرینش ۴ ترانه به همراهی او انجامید.
- ۱۳۲۶- آشنائی با علی تجویدی که به آفرینش۷ ترانه به اتفاق او منجر شد.
- ۱۳۲۷–۱۳۲۶- آشنائی با حسین یاحقّی و خلق تصنیفهای «جوانی» و «بی‌خبر».
- ۱۳۲۸–۱۳۲۶- آشنائی و همکاری با عبدالعلی وزیری، حسین قوامی، ابوالحسن ورزی، منوچهر همایون پور، ابوالحسن صبا، جلال تاج اصفهانی، حسین تهرانی، جلیل شهناز، حسن کسائی، جواد بدیع زاده، محمّد میرنقیبی، احمد عبادی، لطف‌الله مجد، داریوش رفیعی، حسینعلی ملّاح، غلامحسین بنان، ادیب خوانساری، حسین صبا، یاور همدانی.
- ۱۳۲۷- ترانه‌سرایی برای آهنگ روح‌الله خالقی، جهت تصنیف «مستی عاشقان» در چهارگاه.
- ۱۳۲۷- اجراء برنامهٔ اشعار برگزیده در رادیو.
- ۱۳۲۸- آشنائی با حسینعلی ملّاح آهنگساز تصنیف «رؤیای هستی» با صدای غلامحسین بنان.
- ۱۳۳۴–۱۳۲۹ – رفتن به خرمشهر در سمت رئیس دبیر خانه بنگاه بنادر و کشتیرانی.
- ۱۳۳۴- آشنائی با فرهنگ شریف
- ۱۳۳۵- بازگشت به تهران و آشنائی باداود پیرنیا مسئول موسیقی رادیو و آغاز برنامه گلها.
- ۱۳۳۵- بازگشت به رادیو با مدیریّت نصرت‌الله معینیان و عضویّت مجدّد در شورای نویسندگان.
- ۱۳۳۹–۱۳۳۵-همکاری با پرویز یاحقی و آفرینش حدود ۲۰ ترانه با آهنگ‌های او.
- ۱۳۴۲–۱۳۳۵- همکاری با حبیب‌الله بدیعی و آفرینش حدود ۱۳ ترانه با آهنگ‌های او.
- ۱۳۳۸- آخرین دیدار با قمرالملوک وزیری.
- ۱۳۴۲–۱۳۳۸- همکاری با انوشیروان روحانی و آفرینش حدود ۱۰ ترانه با آهنگ‌های وی.
- ۱۳۴۲–۱۳۳۸- همکاری با عباس شاپوری و آفرینش حدود ۶ ترانه با آهنگ‌های او.
- ۱۳۳۸- به بعد- همکاری با هنرمندان همایون خرّم، جواد لشکری، زرّین پنجه، اکبر محسنی، محمّد میر نقیبی، حسین صمدی، امین‌الله رشیدی، فخری ملکپور و آفرینش بیش از ۲۰ ترانه با همراهی آهنگ‌های این هنرمندان. آخرین این ترانه‌ها، ترانهٔ «باغبانِ خسته» با آهنگی از علی تجویدی بود که در سال ۱۳۷۴ ساخته شد.
- ۱۳۳۹- عضویّت شورای شعر رادیو و اجرای برنامهٔ «قصّهٔ شمع».
- ۱۳۴۲- نشر کتاب کاروان شعر از سوی بنگاه مطبوعاتی صفی علیشاه.
- ۱۳۴۲- انتقال به سیستان و بلوچستان در سمت سرپرستی و اطلاعات رادیو.
- ۱۳۴۳–۱۳۳۹- مسئولیّت رادیوی استان گیلان با برنامهٔ کاروانی از شعر و موسیقی
- ۱۳۴۶–۱۳۴۴- بازگشت از گیلان به تهران و اشتغال در سمت مدیریّت روابط عمومی شهرداری تهران.
- ۱۳۴۷- مدیریّت ادارهٔ کلّ اطلاعات و رادیو استان آذربایجان شرقی.
- ۱۳۴۸- انتقال به اصفهان در سمت مدیر کلّ و سرپرستی و اطلاعات رادیو.
- ۱۳۵۰- سرپرستی رادیو و تلویزیون اصفهان.
- ۱۳۵۷–۱۳۵۴- نماینده مردم اصفهان در مجلس شورای ملّی.
- ۱۳۸۳–۱۳۵۷- انزوا و خانه نشینی و روی آوردن به تحقیق و پژوهش و نویسندگی و همکاری گهگاه و جسته گریخته با برخی آهنگسازان ایرانی همچون اسدالله ملک در زمینه ترانه‌سرایی.
- ۱۳۸۴ - درگذشت و به خاک سپرده شدن در قطعهٔ هنرمندان بهشت زهرای تهران.

## آثار
ترانه‌هایی برای خوانندگان ایرانی همچون: غلامحسین بنان، داریوش رفیعی، دلکش، پوران، ناهید سرفراز، عهدیه، مرضیه، الهه، ناهید، شهناز خیام، عبدالعلی وزیری، حسین قوامی، آذر عظیما، منوچهر همایون‌پور، غزال، شمس، پروین، هما، مهین صیادی، مهستی، هایده، یاسمین، زهره، حسین خواجه امیری (ایرج)، اندیشه، اکبر گلپایگانی، سیمین آرین، محمد منتشری، عباس حکمت شعار، فیروزه، رشیدی، روحبخش، اندی و کوروس سروده‌است.
| نام ترانه           | نام آهنگساز      | نام خواننده                    |
| ------------------- | ---------------- | ------------------------------ |
| هستی                | حسینعلی ملاح     | بنان                           |
| نیلوفر              | مجید وفادار      | مارتیک، اندی کوروس - پوران     |
| دنیا من             | مجید وفادار      | دلکش                           |
| آه بی‌اثر            | مجید وفادار      | دلکش                           |
| خاکستر من           | مجید وفادار      | دلکش                           |
| بندهٔ عشق            | مجید وفادار      | دلکش                           |
| دلنواز              | مجید وفادار      | پوران                          |
| یار آمد             | مجید وفادار      | پوران                          |
| فغان عاشق           | مجید وفادار      | فیروزه                         |
| نصیب عاشق           | مجید وفادار      | ناهید سرفراز                   |
| افسر گلها           | مجید وفادار      | ناهید سرفراز                   |
| حُسن گل              | مجید وفادار      | داریوش رفیعی                   |
| شکوهٔ عاشق           | مجید وفادار      | داریوش رفیعی                   |
| سعی باطل            | مهدی خالدی       | دلکش                           |
| ناامید              | مهدی خالدی       | دلکش                           |
| رفتی                | مهدی خالدی       | دلکش                           |
| قصهٔ بی‌حاصل          | مهدی خالدی       | دلکش                           |
| رؤیای شاعر          | مهدی خالدی       | دلکش                           |
| داغ لاله            | مهدی خالدی       | دلکش                           |
| بوسهٔ وی             | مهدی خالدی       | دلکش                           |
| اشک و آه            | مهدی خالدی       | دلکش                           |
| قهر عاشق            | مهدی خالدی       | دلکش                           |
| آمد نوبهار          | مهدی خالدی       | دلکش                           |
| نالهٔ دل             | مهدی خالدی       | دلکش                           |
| دل غافل             | مهدی خالدی       | دلکش                           |
| بوسهٔ جاوید          | مهدی خالدی       | پوران                          |
| نوش جان             | مهدی خالدی       | زاهدی                          |
| در مرگ صبا          | مهدی خالدی       | بنان                           |
| آهنگی در نوا        | مهدی خالدی       | عهدیه                          |
| چه شبها             | مرتضی محجوبی     | بنان                           |
| درخانه ما آمده بودی | مرتضی محجوبی     | بنان                           |
| زوفا بازآ ساقی      | مرتضی محجوبی     | بدون خواننده                   |
| بی‌خبر               | حسین یاحقی       | وزیری، الهه                    |
| جوانی               | حسین یاحقی       | همایون پور، عظیما، الهه، قوامی |
| آشفته               | پرویز یاحقی      | دلکش                           |
| موج                 | پرویز یاحقی      | دلکش                           |
| پربسته              | پرویز یاحقی      | دلکش                           |
| بهانهٔ تو            | پرویز یاحقی      | دلکش                           |
| نوای دل             | پرویز یاحقی      | دلکش                           |
| بخت بیدار           | پرویز یاحقی      | الهه                           |
| مانده نمانده        | پرویز یاحقی      | الهه                           |
| سکوت غم             | پرویز یاحقی      | الهه                           |
| بهشت من             | پرویز یاحقی      | الهه                           |
| عکس من              | پرویز یاحقی      | الهه                           |
| رفته                | پرویز یاحقی      | الهه                           |
| مهرآفرین            | پرویز یاحقی      | الهه                           |
| مرو سفر             | پرویز یاحقی      | الهه                           |
| جشن گلها            | پرویز یاحقی      | مرضیه                          |
| نالهٔ شبگیر          | پرویز یاحقی      | مرضیه                          |
| ای شب               | پرویز یاحقی      | مرضیه                          |
| ساقی بیا            | پرویز یاحقی      | مرضیه                          |
| گرمی عشق            | پرویز یاحقی      | مرضیه                          |
| افسانه‌ها            | پرویز یاحقی      | مرضیه                          |
| امید دل             | پرویز یاحقی      | بنان                           |
| حسرت نصیب           | علی تجویدی       | الهه                           |
| جانا دنیا گذرد      | علی تجویدی       | دلکش                           |
| هستی سوز            | علی تجویدی       | دلکش                           |
| بار سفر بستم        | علی تجویدی       | هایده                          |
| خدایا چه کنم؟       | علی تجویدی       | مرضیه                          |
| خزان آرزوها         | انوشیروان روحانی | فهیمه                          |
| خزان آرزوها         | انوشیروان روحانی | گوگوش                          |
| خزان آرزوها         | انوشیروان روحانی | ویگن                           |
| باغبان              | علی تجویدی       | گلپایگانی                      |